# Papagaios (filme)
Papagaios é um futuro filme brasileiro de suspense, dirigido e roteirizado por Douglas Soares e produzido pela Glaz Entretenimento e Meus Russos. Estrelado por Gero Camilo, Ruan Aguiar, Leo Jaime, Angela Paz, Babi Xavier, Ernesto Piccolo, Eduardo Grillo e Claudete Troiano, o longa tem previsão de estreia para 2025.
A produção foi selecionada para o 53º Festival de Cinema de Gramado, integrando a mostra competitiva de longas-metragens brasileiros.

## Sinopse
Papagaios acompanha Tunico, o mais famoso "papagaio de pirata" do Rio de Janeiro, sempre perseguindo repórteres para aparecer na televisão. Após um grave acidente, ele conhece Beto, um jovem misterioso que se torna seu aprendiz. O encontro entre os dois revela a face oculta da busca pela fama a qualquer custo, em um Brasil com mais de 70 milhões de televisores ligados todos os dias.

## Elenco
| Ator/Atriz       | Personagem            |
| ---------------- | --------------------- |
| Gero Camilo      | Tunico                |
| Ruan Aguiar      | Beto                  |
| Angela Paz       | Lívia Paz             |
| Ernesto Piccolo  | Clau                  |
| Leo Jaime        | Ele mesmo             |
| Babi Xavier      | Ela mesma             |
| Claudete Troiano | Ela mesma             |
| Marcello Escorel | Russo                 |
| Roney Villela    | Borges                |
| Eduardo Grillo   | Ele mesmo             |
| Flávio Birman    | Batista               |
| Jorge Maya       | Matias                |
| Cristiano Lopes  | Clóvis                |
| Isadora Ferrite  | Produtora de Plateia  |
| Akin Garragar    | Repórter Mário        |
| Preto Viana      | Cinegrafista Viana    |
| Raul Franco      | Secretário de Obras   |
| Maria Antonia    | Dona Marta            |
| Nívea Magno      | Mulher do Apartamento |
| Raphael Najan    | Homem do Apartamento  |
| Henrique Brito   | Filho do Governador   |
| Gerson Lobo      | Padre                 |